# Playa de las Américas
Playa de las Américas é um dos principais centros turísticos das ilhas Canárias e em particular, da ilha de Tenerife, atraindo muitos turistas maioritariamente europeus, devido ao seu comércio, animação noturna e praia de areias pretas vulcânicas.

## Demografia
| Ano       | 2000 | 2001 | 2002 | 2003 | 2004 | 2005 | 2006 | 2007 | 2008 | 2009 | 2010 | 2011 | 2012 | 2013 | 2014 | 2015 |
| --------- | ---- | ---- | ---- | ---- | ---- | ---- | ---- | ---- | ---- | ---- | ---- | ---- | ---- | ---- | ---- | ---- |
| População | 2188 | 2462 | 2764 | 2889 | 2832 | 3287 | 3514 | 3813 | 4181 | 4469 | 4569 | 4092 | 4304 | 4508 | 4562 | 5272 |

## Galeria

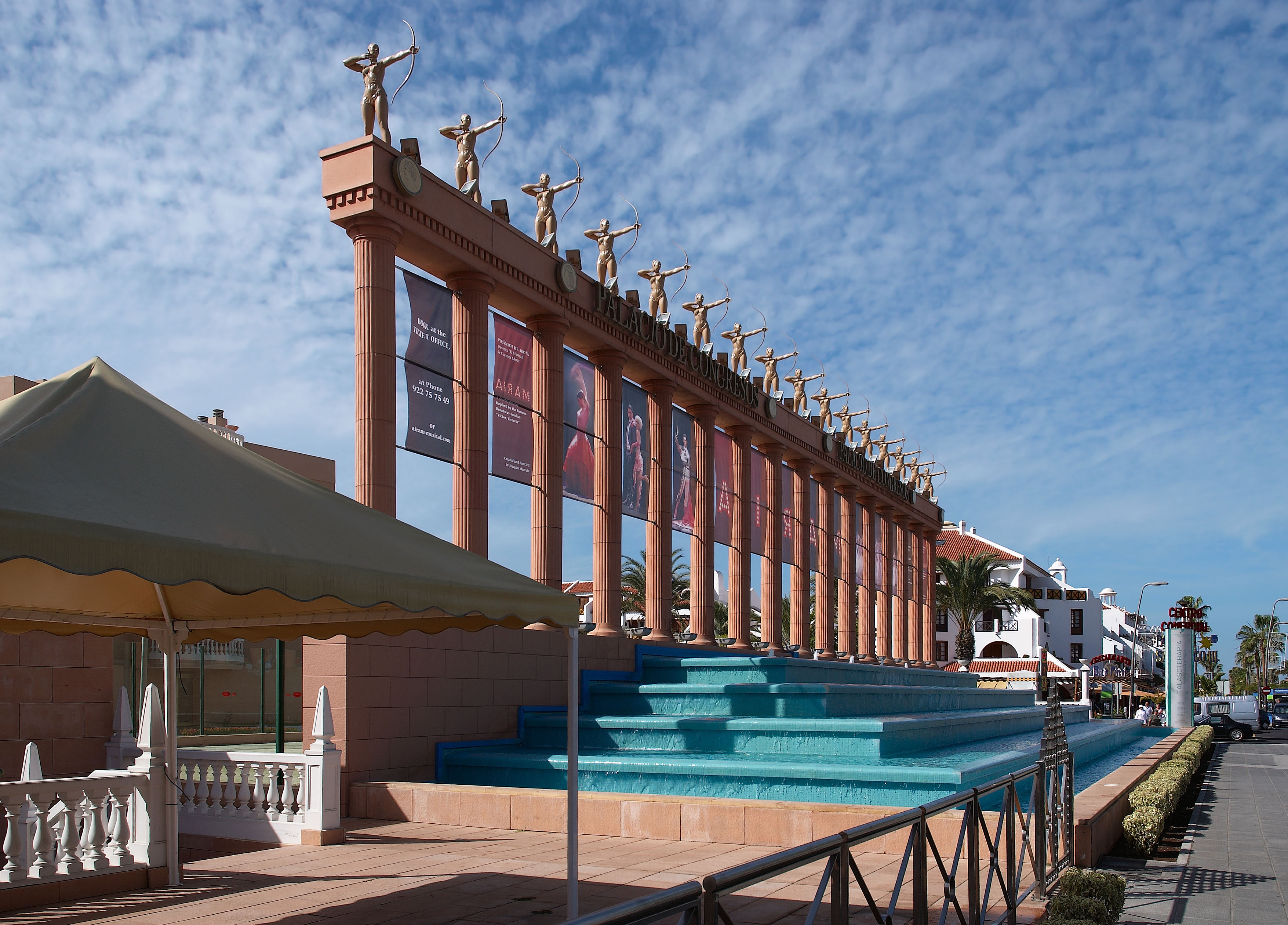
Palacio de Congresos na Playa de las Américas
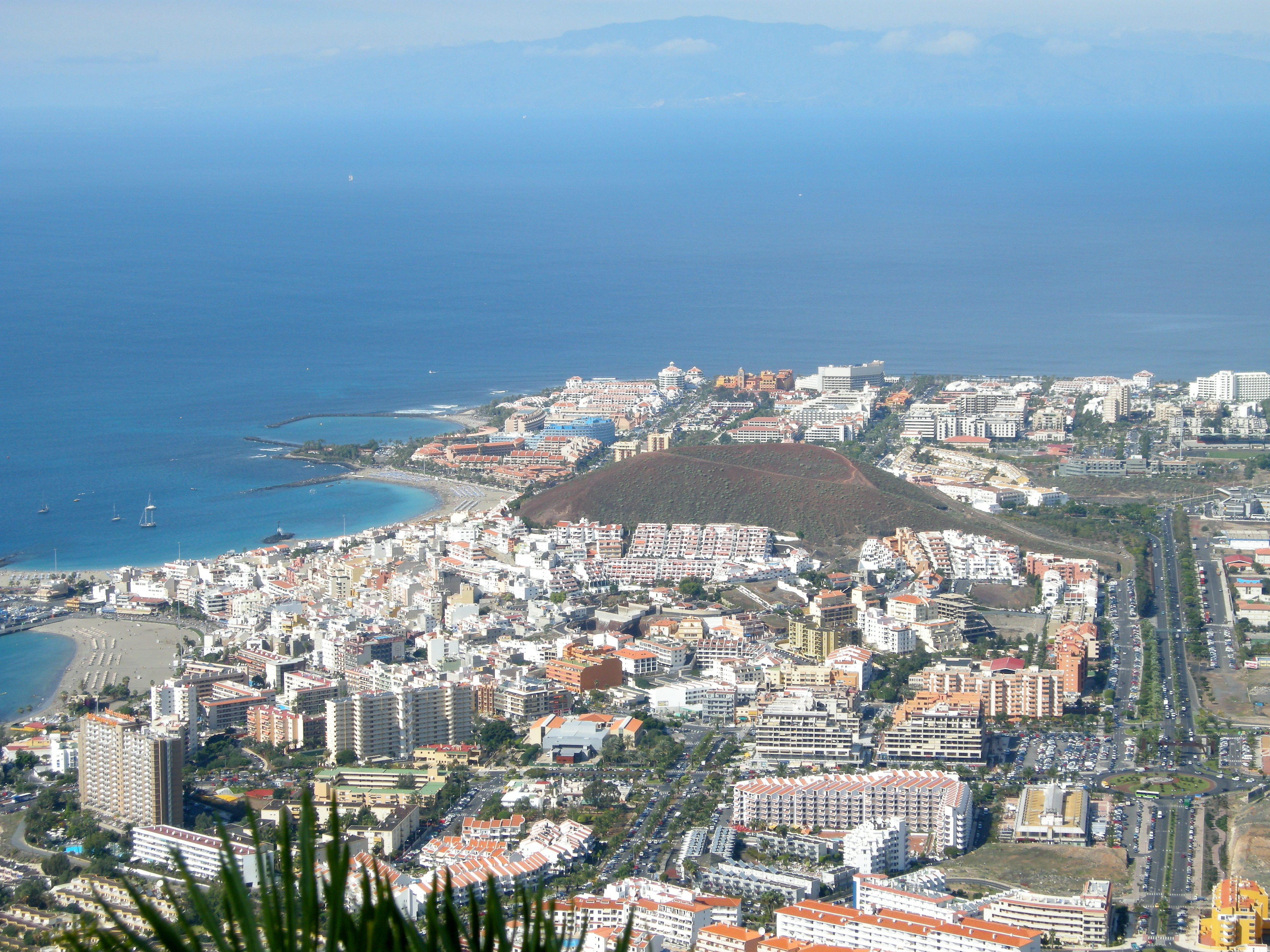
Vista aérea
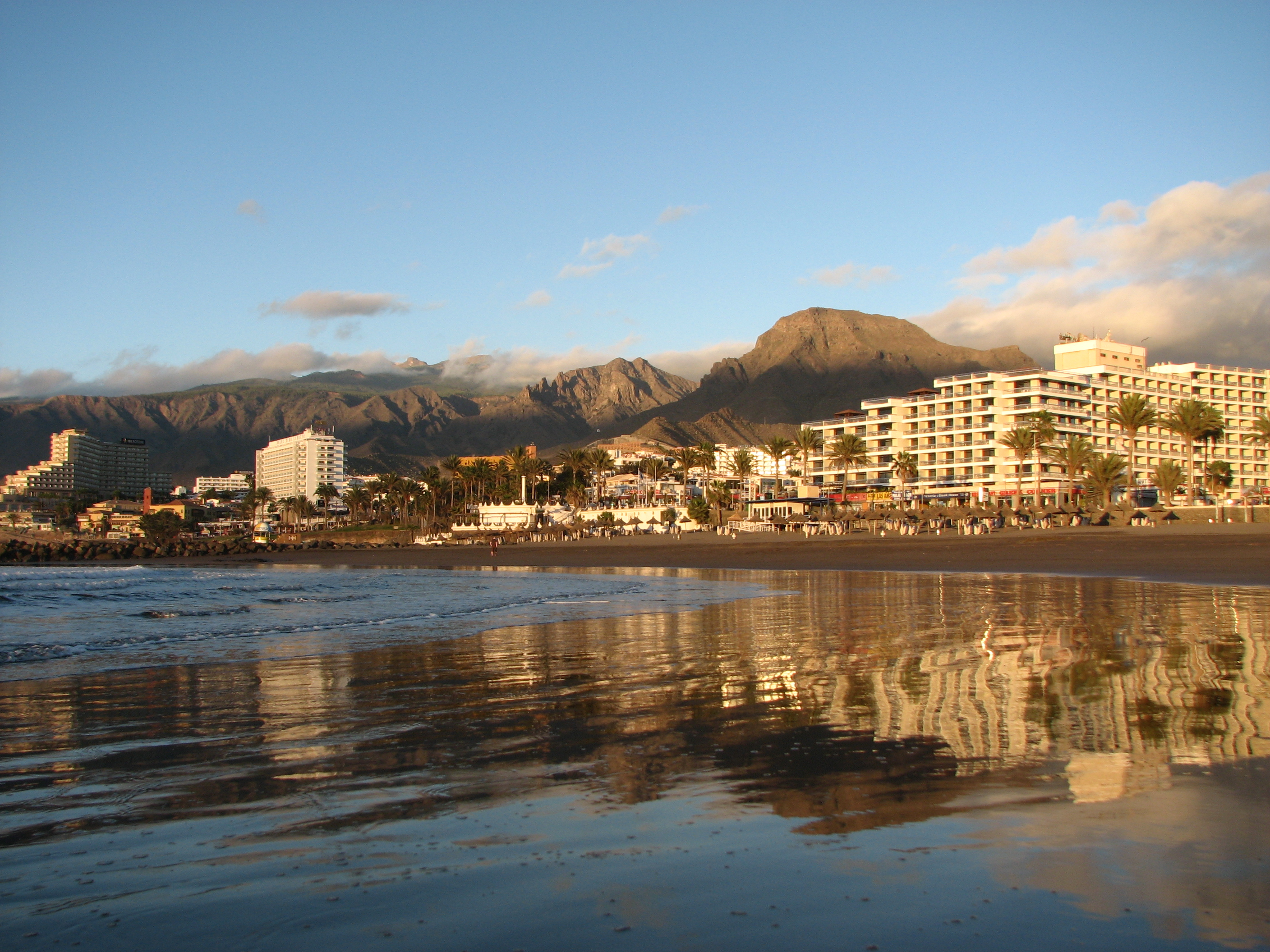
Praia com parte da zona hoteleira em destaque
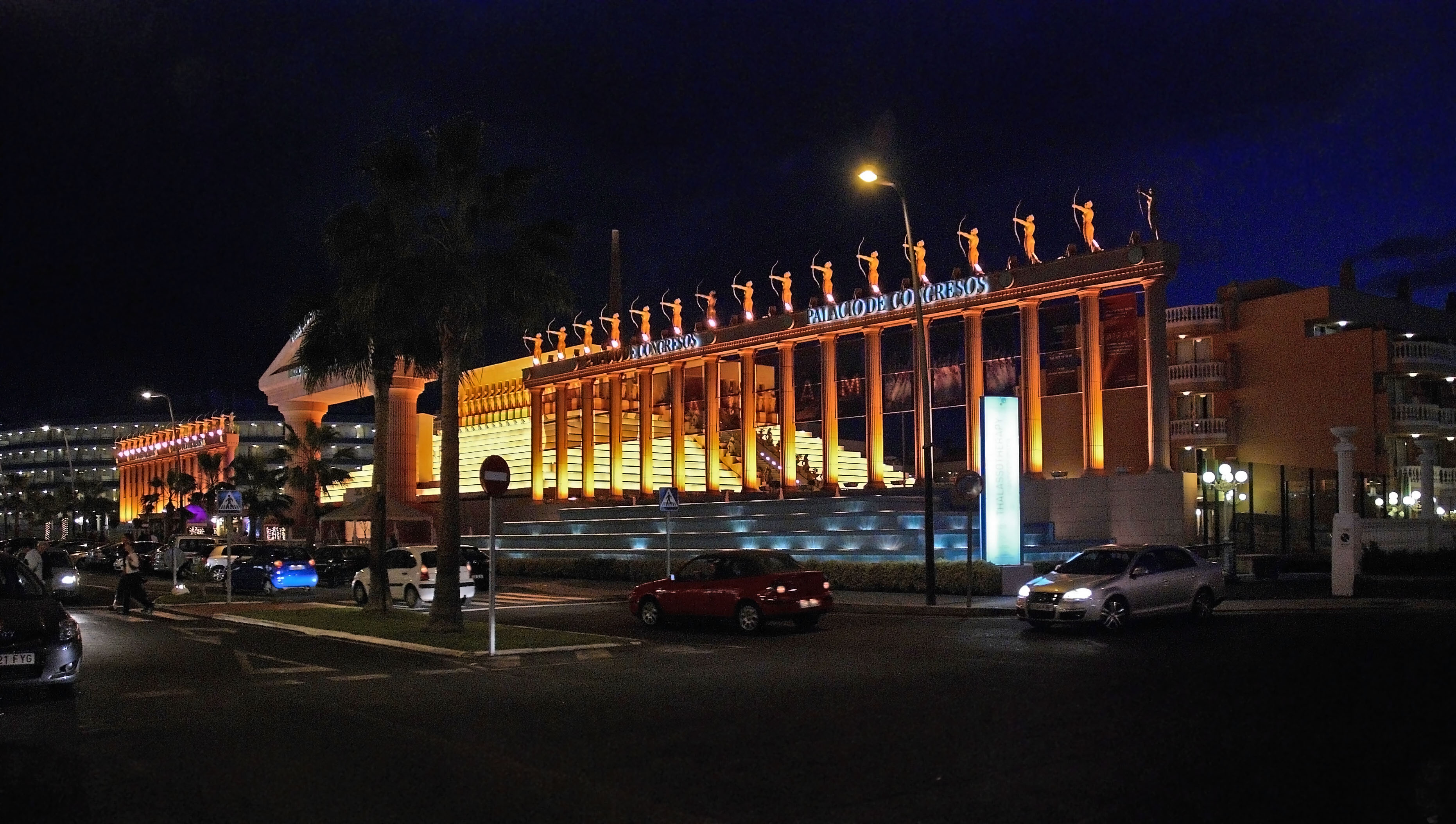
Palacio de Congresos à noite